# 天主教阿爾巴尤利亞總教區
天主教阿爾巴尤利亞總教區（拉丁語：Archidioecesis Albae Iuliensis）是羅馬尼亞一個羅馬天主教總教區。該總教區也是該國三個總教區之一，直屬聖座。
總教區於2006年時有441,449名教友、277個堂區和332名司鐸，教友以匈牙利人為主。
現任總主教為額我略·科瓦奇，輔理主教為賴笛·凱賴凱什，榮休總主教為喬治-尼各老·賈庫賓伊，榮休輔理主教為若瑟·陶馬什。
1009年升為教區，稱為川西凡尼亞教區，1932年3月22日易名。教區於1991年8月5日升為總教區。